# آل عويطف (حبيل جبر)

تعديل مصدري - تعديل

ال عويطف هي إحدى قرى عزلة حبيل جبر بمديرية حبيل جبر التابعة لمحافظة لحج، بلغ تعداد سكانها 252 نسمة حسب تعداد اليمن لعام 2004.